# V5-Schnittstelle
Die V5-Schnittstelle ist eine standardisierte Schnittstelle zur Verbindung einer digitalen Ortsvermittlungsstelle mit einem Zugangsnetz. Über diese Schnittstelle können alle schmalbandigen Dienste für analoge (POTS) und digitale Teilnehmer (ISDN) den am Zugangsnetz angeschlossenen Teilnehmern geboten werden. Die internationale Standardisierung der V5-Schnittstelle und die offengelegten Netzwerkprotokolle an dieser Schnittstelle, die V5-Protokolle, ermöglichen es, Komponenten des Zugangsnetzes von verschiedenen Netzbetreibern an Vermittlungsstellen anzuschließen. Alternative Netzbetreiber müssen daher keine eigenen flächendeckenden Netze mit Vermittlungsstellen aufbauen, sondern können sich darauf beschränken, regionale Zugangsnetze aufzubauen, die dann über V5-Schnittstellen die Vermittlungsleistung des bestehenden Netzes an Vermittlungsstellen nutzen können. Die offengelegte V5-Schnittstelle ist daher ein wichtiges Hilfsmittel der Deregulierung des Telefonmarktes.

## V5-Protokolle
Die V5-Protokolle steuern Einrichtungen des Zugangsnetzes, sogenannte "access nodes", die über eine V5.1- oder V5.2-Schnittstelle an eine digitale Vermittlungsstelle angeschlossen werden können.

## Charakteristik der V5.1-Schnittstelle
- 2-Mbit/s-Schnittstelle (E1) zur Vermittlungsstelle
- fest zugewiesene Nutzkanäle: zu jedem Teilnehmeranschluss am Zugangsnetz gehören fest zugewiesene Nutzkanäle an der V-Schnittstelle
- maximal 30 analoge Teilnehmer oder 15 ISDN-Teilnehmer mit Basisanschluss

### Protokolle an der V5.1-Schnittstelle
1. Protokollkomponente Signalisierung:
analog: Die IWV- und MFV-Signalisierung der Endgeräte werden zur Vermittlungsstelle übertragen
ISDN: Durch D-Kanal (Steuer- und Zeichengabekanal)
2. Protokollkomponente Steuerinformation
C-Kanal: Signalisierungs- und Steuerkanal
3. Protokollkomponente
Timing- und Synchronisations-Informationen

## Charakteristik der V5.2-Schnittstelle
- bis zu 16 2-Mbit/s-Schnittstellen (E1)
- analoge oder ISDN-Teilnehmer (Basisanschluss)
- dynamisch zugewiesene Nutzkanäle: zum Beispiel 4:1 (480 Teilnehmern stehen 120 Kanäle zur Verfügung)

### Protokolle an der V5.2-Schnittstelle
1. Kanal: Übertragungskanal
2. Kanal: Timing- und Synchronisations-Informationen
3. Kanal: C-Kanal
- Signalisierungs- und Steuerkanal
- Management zusätzlicher Kanäle
- gezielte Zuweisung einer Verbindung
- Beobachten von 2Mbit/s-Strecken

### Layer-2
- Envelope Funktion Sublayer (EF-Layer)
- Data Link Sublayer (DL-Layer)

| DL-Adresse | Layer-3-Protokoll      | V5.1 | V5.2 |
| ---------- | ---------------------- | ---- | ---- |
| 0-8175     | ISDN (SAPI, TEI)       | ja   | ja   |
| 8176       | PSTN                   | ja   | ja   |
| 8177       | Control-Protokoll      | ja   | ja   |
| 8178       | BCC-Protokoll          | nein | ja   |
| 8179       | Protection-Protokoll   | nein | ja   |
| 8180       | Link-Control-Protokoll | nein | ja   |

### Layer-3
- PSTN-Protokoll

Verbindungen des analogen Telefonnetzes werden hergestellt, verwaltet und kontrolliert abgebaut
- ISDN-Protokoll

Anpassung der im D-Kanal genutzten Struktur
- Control-Protokoll

- Port-Control-Protokoll

Reservierung von ISDN beziehungsweise PSTN-Ports für eine Verbindung oder deren Freigabe nach Verbindungsende
- Common-Protokoll

Allgemeine Koordination der Ports (zum Beispiel bei einem Restart des Systems)
- Bearer-Channel-Protokoll

Verwaltung der physikalischen Zeitschlitze in dem sehr flexiblen Übertragungsweg zwischen EWSD und AN (nur bei V5.2)
- Protection-Protokoll

Synchronisation der verschiedenen Links eines V5.2-Interfaces
- Link-Control-Protokoll

Überwachung der Links hinsichtlich Blockaden und Sperrung von fehlerhaften Links (Vermeidung von Verbindungsstörungen)

## Standardisierung
Die dazugehörigen Normen sind:
- ITU-T G.964 V-interfaces at the digital local exchange (LE) - V5.1 interface (based on 2048 kbit/s) for the support of access network (AN)
- ITU-T G.965 V-interfaces at the digital local exchange (LE) - V5.2 interface (based on 2048 kbit/s) for the support of access network (AN)
- ETSI ETS 300324 und EN 300324 V interfaces at the digital Local Exchange (LE); V5.1 interface for the support of Access Network (AN)
- ETSI ETS 300347 und EN 300347 V interfaces at the digital Local Exchange (LE); V5.2 interface for the support of Access Network (AN)
- DIN EN 300347-1 V-Schnittstellen an der digitalen Ortsvermittlungsstelle (LE); V5.2-Schnittstelle zur Unterstützung des Zugangsnetzes (AN); Teil 1: Spezifikation der V5.2-Schnittstelle